# 萨宾妇女
《萨宾妇女》（The Intervention of the Sabine Women）是法国艺术家雅克-路易·大卫的一幅油画作品，绘于1799年。现藏于巴黎卢浮宫。这幅画表现罗马建国之初強擄萨宾妇女之后的故事。

## 歷史
1795年，大卫作为马克西米连·罗伯斯庇尔的支持者，而被囚禁在卢森堡宫期间，开始策划这件作品。他最后选择制作一幅关于萨宾人妇女的油画，作为尼古拉·普桑《強擄萨宾妇女》的序曲。
这幅画的创作始于1796年，这时他已分居的妻子到监狱探望了他。他想用这个爱胜过冲突的故事来赞美他的妻子，并且呼吁人民，在革命流血事件后，重新团结起来。这个认识花了他将近四年的时间。

## 內容
这幅画描绘罗穆卢斯的妻子、萨宾人领袖蒂图斯·塔蒂乌斯之女赫西莉亞，带着孩子，挡在丈夫和父亲之间。年轻的罗穆卢斯正准备用长矛攻击撤退的塔蒂乌斯，却犹豫了。
背景中露出的岩石，称为塔培亞之岩。传说，塔蒂乌斯攻打罗马时，将军斯派鲁斯·塔佩乌斯之女、維斯塔貞女塔培亞为了换取金手镯，而为萨宾人打开城门。但是萨宾人却把她从一块巨石上摔下去。这块巨石就以她命名，称为塔培亞之岩。
1799年，这幅画展出，吸引了大量的付费游客达数年之久。1819年，大卫以1万法郎的价格， 将这幅画和《列奥尼达在温泉关》出售给皇家博物馆。
从1977年开始，法国根据大卫的画作，发行了一系列以赫西利亚头像为主题的邮票。
包括大卫在内的艺术家被逐出卢浮宫之后，这幅画陈列在克魯尼古教堂，当时那里是他的工作室，现在已辟为國立中世紀博物館。

## 外部鏈接
- David – The Sabine Women （页面存档备份，存于） A video discussion about the painting from Smarthistory, Khan Academy.